# Fab Five: The Texas Cheerleader Scandal
Fab Five: The Texas Cheerleader Scandal is een televisiefilm uit 2008 onder regie van Tom McLoughlin. De film werd aangekondigd in februari 2008 en ging in première op 2 augustus 2008.
De film is gebaseerd op een waargebeurd verhaal, dat in 2006 veel media-aandacht kreeg. Het vond plaats in een buitenwijk in McKinney, Texas.

## Verhaal
De film gaat over vijf tienercheerleaders, waaronder de dochter van de directrice van de high school. Het is een rebelse groep die bij leraren en andere leden van het schoolberaad er constant mee wegkomt als ze de regels overtreden.
Door hun schandalige gedrag vormen ze een gevreesde groep en staan ze bekend als de "fab five". Als een nieuwe cheerleadercoach ze wat discipline wil bijbrengen, besluiten de populaire meiden er alles aan te doen deze coach te laten ontslaan.

## Rolverdeling
- Tatum O'Neal - Lorene Tippit
- Ashley Benson - Brooke Tippit
- Jenna Dewan - Emma Carr
- Daniel Newman - Trevor
- Rhoda Griffis - Patricia Blackburn
- Jessica Heap - Jeri Blackburn
- Aimee Spring Fortier - Lisa Toledo
- Stephanie Honore - Ashley
- Ashlynn Ross - Tabitha